# Recchia fallaciosa
Recchia fallaciosa är en skalbaggsart som först beskrevs av Lane 1966.  Recchia fallaciosa ingår i släktet Recchia och familjen långhorningar. Inga underarter finns listade i Catalogue of Life.